# Sura (Anatòlia)
Sura és un lloc situat a la part sud-oriental de l'Eufrates, en el regne d'Isuwa, un vassall de Mitanni al segle xv aC i la meitatd del XIV, i hitita l'altra meitat del XIV aC i la meitat del segle xiii aC.
Tukultininurta I d'Assíria va atacar territori hurrita por després del 1240 aC i va ocupar Isuwa que era llavors vassall hitita. Tudhalias no va dubtar en declarar la guerra. El rei assiri va reunir al seu exèrcit a Taite. L'exèrcit hitita va avançar cap a Nihriya (la moderna Diyarbekir) on el va anar a trobar l'exèrcit assiri. El rei assiri va replegar les seves tropes cap a Sura on es va lliurar la batalla que va ser una victòria assíria i una clara derrota hitita. Tudhalias es va retirar a Alatarma, una mica a l'est de l'Eufrates en posició desconeguda, probablement a la mateixa Isuwa.
Aquesta Sura podria ser la ciutat estat de Suda o la de Surra, que existien al temps de Zimrilim de Mari al segle xviii aC quan formaven regnes independents, i les dues eren de la regió de Nihriya.